# Цибін Павло Володимирович
Ци́бін Павло́ Володи́мирович (рос. Цыбин Павел Владимирович; 23 грудня 1905 — 4 лютого 1992) — радянський конструктор авіаційної та ракетно-космічної техніки, заслужений діяч науки і техніки РРФСР, лауреат Ленінської премії, інженер-полковник.

## Біографія
Народився 23 грудня 1905року в Москві в сім'ї композитора і диригента, професора Московської консерваторії В. М. Цибіна.
У 1920 році здійснює перший політ на балансирному планері власної конструкції.
У 1926 році вступає на відділення авіаційних техніків 1-ї радянської авіаційної школи в Гатчині. В цей час він будує свій перший планер «Халтуринець», а також спільно з О. К. Антоновим — планер «Стандарт». Тоді ж знайомиться з С. П. Корольовим.
Після закінчення авіашколи працював у відділі навчальних закладів Управління ВПС РСЧА, проходив службу в Пермській школі льотчиків і техніків морської авіації.
У 1938 році присвоєно військове звання «комбриг».
У 1939 році переводиться до Москви, вступає до Військово-повітряної академії імені М. Є. Жуковського.
Спільно з Д. М. Колесниковим працює над створенням десантного планера КЦ-20, що став найбільшим з десантних планерів часів Другої світової війни й мав корисне навантаження до 20 тон.
Учасник німецько-радянської війни. З жовтня по грудень 1942 року перебував на Центральному фронті, знаходився у розпорядженні Військової ради повітряно-десантних військ Червоної Армії. Керував операціями по забезпеченню білоруських партизанів боєприпасами загальною вагою 40 тон, по висадці десанту підривників чисельністю 150 чоловік.
З 1944 року очолював КБ і завод у підмосковному селищі Бескудникове, де створювався важкий десантний планер Ц-25, що був здатен підійняти до 25 десантників або всюдихід з протитанковою гарматою.
Протягом 1945–1948 років у ОКБ П. В. Цибіна за завданням Льотно-дослідницького інституту були створені «літаючі лабораторії» Ц-1 (ЛЛ-1, ЛЛ-2, ЛЛ-3), що призначались для досліджень аеродинаміки довколозвукових швидкостей.
У 1947 році, з початком конверсії оборонної промисловості, КБ Цибіна було закрите, а завод переведено на випуск цивільної продукції. П. В. Цибін перейшов на роботу до ОКБ-1 С. П. Корольова, де йшли випробовування перших радянських балістичних ракет Р-1 та Р-2, випробовування і здача на озброєння крилатої ракети класу «повітря-море» КБ «Комета», зенітно-ракетних систем С-25 для протиповітряної оборони Москви.
У 1950-х роках П. В. Цибін вів розробку важкого керованого реактивного снаряду РСС і стратегічного бомбардувальника-розвідника РС. У 1956 році група інженерів на чолі з П. В. Цибіним звернулась до радянського Уряду з пропозицією про створення надзвукового стратегічного реактивного літака-розвідника РСР. Того ж року було створене ОКБ-256 Державного комітету авіаційної техніки при Раді міністрів СРСР, головним конструктором якого призначено П. В. Цибіна.
Одночасно з цим у 1958 році П. В. Цибіним за домовленістю з С. П. Корольовим було виконано проект повертаємого з орбіти пілотованого космічного апарата ПКА. Проте у жовтні 1959 року, у зв'язку зі скороченням оборонної промисловості, ОКБ-256 було закрите, а його штат передано до ОКБ В. М. Мясіщева (що вів власний проект ВКА-23). Восени 1960 року разом з розформуванням ОКБ-23 передано до ОКБ-52 В. М. Челомея, який закрив усі роботи по проектах ВКА-23 і РСР (Р-020) у квітні 1961 року.
Наприкінці 1960 року П. В. Цибін повертається до ОКБ-1 як заступник С. П. Корольова. Бере участь у створенні першого радянського супутника-розвідника «Зеніт» (прийнятий на озброєння у 1964 році). Згодом вів роботи по безпілотній модифікації космічного корабля «Восток», супутника зв'язку «Молния», космічних кораблях «Союз» і «Союз-Т», проекту орбітальної станції «Звезда».
З 1974 року — заступник головного конструктора, згодом — науковий консультант проекту «Буран».
З 1986 року П. В. Цибін керував науково-дослідницькими роботами у галузі створення одноступеневого повітряно-космічного літака НВО «Енергія».
Помер 4 лютого 1992 року у своєму робочому кабінеті за письмовим столом. Похований на Введенському цвинтарі Москви, поруч зі своїми батьками.

## Нагороди і почесні звання
Заслужений діяч науки і техніки РРФСР.
Лауреат Ленінської премії.
Нагороджений орденом Леніна, двома орденами Червоного Прапора, орденами Трудового Червоного Прапора, Вітчизняної війни 1-го (06.04.1985) та 2-го (20.03.1943) ступенів, Червоної Зірки, медалями.